# أندرو إيوينغ
أندرو إيوينغ (بالإنجليزية: Andrew Ewing) هو قاضي ومحامي وسياسي أمريكي، ولد في 17 يونيو 1813 في ناشفيل في الولايات المتحدة، وتوفي في 16 يونيو 1864 في أتلانتا في الولايات المتحدة. حزبياً، نشط في الحزب الديمقراطي. وقد انتخب عضو مجلس النواب الأمريكي.